# کاستلپوتو
کاستلپوتو (به ایتالیایی: Castelpoto) یک کومونه در ایتالیا است که در استان بنونتو واقع شده‌است.

## خصوصیات
کاستلپوتو ۱۱٫۸ کیلومترمربع مساحت و ۱٬۴۵۰ نفر جمعیت دارد و ۲۸۵ متر بالاتر از سطح دریا واقع شده‌است.

## خواهرخوانده
شهر کلانو خواهرخواندهٔ کاستلپوتو هست.